# 荷姆茲五世

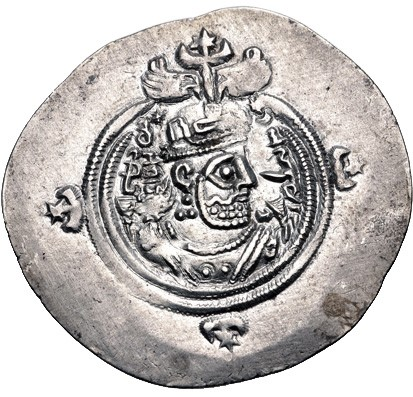
刻有荷姆茲五世肖像的錢幣

荷姆茲五世又稱法魯克·荷姆茲（波斯語：‎）是一名七世紀早期的萨珊王朝諸侯，以及628年－632年薩珊內戰期間的君主之一，法魯克·荷姆茲曾擔任王朝北部地區的斯帕巴德，後來他和其餘的波斯貴族發生衝突，進一步瓜分了當時薩珊王朝僅存的國力與資源。在法魯克·荷姆茲向霍斯劳二世之女阿扎米杜赫特求婚，並企圖篡奪薩珊王朝的王位後，他於阿扎米杜赫特的命令和策劃下，在宮殿中被西亞瓦赫什殺害。法魯克·荷姆茲有兩名兒子，分別是：羅斯塔姆·法羅克扎德與法魯克扎德。
| 荷姆茲五世 萨珊王朝   | 荷姆茲五世 萨珊王朝       | 荷姆茲五世 萨珊王朝   |
| --------------------- | ------------------------- | --------------------- |
| 前任者： 阿扎米杜赫特 | 薩珊王朝君主 630年－631年 | 繼任者： 阿扎米杜赫特 |